# Emilio de Justo
Emilio Elías Serrano Justo conocido como Emilio de Justo, (Torrejoncillo, Cáceres, 16 de febrero de 1983), es un torero español. Ha salido por la puerta grande de Las Ventas en cuatro ocasiones.

## Biografía
Emilio de Justo debutó como novillero en el año 2000, dos años después, el 20 de abril de 2002 debutó como novillero con picadores en la plaza de Cáceres junto a Juan de la Reina y Antonio Gálvez "Herrerita" con novillos de la ganadería de Valdeolivas.
Tomó la alternativa el 26 de mayo de 2007 en el coso cacereño siendo el padrino Alejandro Talavante y Cayetano Rivera el testigo, las reses lidiadas eran de la ganadería de Vegahermosa. La confirmación de la alternativa en Las Ventas (Madrid) fue el 29 de mayo de 2008, compartió cartel con los diestros Aníbal Ruiz, que actuó de padrino, y Sergio Martínez, como testigo. Se lidiaron toros de la ganadería de Juan Luis Fraile. El 16 de mayo de 2010 su carrera se malogró, escuchando tres avisos en Las Ventas. Esto supuso temporadas cortas y continuar su carrera, además de en España, en Colombia, donde se repuso de la idea de retirarse, Perú o Francia.
El 15 de agosto de 2015 da un vuelco a su carrera, se enfrentó en solitario a seis toros de 6 ganaderías diferentes de 6 encastes distintos en Hervás cosechando un rotundo triunfo, con 6 orejas, dos de ellas a un ejemplar de Victorino Martín, eso supuso verse anunciado en 2016 en Francia dónde fue considerado por el Club Taurino de Vicois triunfador absoluto de la temporada 2016 en el sureste francés, lo que le valió volver a verse anunciado en Madrid. En 2017 salió por la puerta grande en Vic Ferzensac.
En 2018 toreó en Madrid durante la feria de San Isidro con toros de Victorino Martín en la corrida de la prensa. El 30 de octubre de 2018, la feria de Otoño de Madrid corto una oreja a cada toro de su lote abriendo la puerta grande Las Ventas con dos soberbias estocadas a toros de La Ventana del Puerto, poniendo un punto y seguido en su temporada .
El 4 de julio de 2021 cortó tres orejas y salió por la puerta grande de Las Ventas, con toros de Victoriano del Río, brindando uno de los toros a César Rincón. Además, logró su tercera puerta grande en Las Ventas el 4 de octubre de 2021, en la feria de otoño. Debutó en México, saliendo a hombros en Aguascalientes con toros de Begoña. También triunfó en Cali, en un mano a mano con Luis Bolívar y toros de Victorino Martín. En 2022 debutó en Venezuela,  logrando el triunfo en Pueblo Nuevo.

## Temporada

### 2018
Emilio de Justo logró el puesto número 20 en el escalafón de Matadores de toros con un total de 23 festejos y 33 orejas cortadas

### 2019
- 5 de mayo de 2019 toreó en Sevilla junto con Antonio Ferrera y Manuel Escribano toros de Victorino Martín.[20]
- 7 de septiembre de 2019, Plaza de toros de Dax (Francia) encerrona con toros de la Victorino Martín.[21]

#### Matador de toros
| Año  | Festejos | Reses lidiadas | Orejas | Rabos | Indultos |
| ---- | -------- | -------------- | ------ | ----- | -------- |
| 2007 | 1        | 2              | 2      | 0     | 0        |
| 2008 | 5        | 10             | 2      | 0     | 0        |
| 2009 | 3        | 6              | 4      | 0     | 0        |
| 2010 | 4        | 8              | 4      | 0     | 1        |
| 2011 | 5        | 10             | 8      | 1     | 0        |
| 2012 | 2        | 4              | 7      | 1     | 0        |
| 2013 | 4        | 9              | 13     | 0     | 0        |
| 2014 | 6        | 11             | 14     | 0     | 0        |
| 2015 | 3        | 10             | 10     | 1     | 0        |
| 2016 | 2        | 4              | 4      | 0     | 0        |
| 2017 | 8        | 16             | 13     | 0     | 0        |
| 2018 | 25       | 52             | 34     | 0     | 0        |
| 2019 | 33       | 72             | 38     | 0     | 0        |
| 2020 | 8        | 19             | 13     | 1     | -        |
| 2021 | 36       | 75             | 71     | 2     | -        |
| 2022 | 17       | 35             | 33     | 2     | -        |
| 2023 | 50       | 106            | 63     | 1     | -        |
| 2024 | 41       | 92             | 78     | 6     | -        |

## Premios
- Premio Enrique Ponce-Club Allard: torero revelación de la temporada 2018.[22][23]

- Premio de la Federación Taurina de Valladolid como triunfador de la feria de Valladolid.

- Ayuntamiento de Almendralejo: premio de triunfador de la temporada.

- Bilbao: Ercilla a la revelación 2018.

- Peña Cultural Taurina Jorge Manrique: mejor faena de la feria de Valladolid.

- Premio nacional Francisco de Cossío como revelación 2018.

- Premio Peña Taurina Victorino Martín.

- Cehegín: el Premio morisco como revelación y triunfador de la temporada.

- Salamanca: VIII premio a la excelencia en el toreo de Glorieta Digital y Café Torero por su gran temporada 2018.

- Herrera del Duque: peña Media Verónica al triunfador de la temporada.

- Feria de San Pedro y San Pablo de Burgos: Trofeo a Triunfador de la temporada.